# Tatiana Krynicka
Tatiana Krynicka – polska literaturoznawczyni, dr hab. nauk humanistycznych, profesor Uniwersytetu Gdańskiego.

## Życiorys
26 kwietnia 2006 obroniła pracę doktorską, otrzymując doktorat, a 12 marca 2015 habilitowała się na podstawie oceny dorobku naukowego i pracy zatytułowanej Decymus Magnus Auzoniusz w świetle własnych utworów. Została zatrudniona na stanowisku adiunkta w Katedrze Filologii Klasycznej na Wydziale Filologicznym Uniwersytetu Gdańskiego.
Pracuje na stanowisku profesora uczelnianego na Uniwersytecie Gdańskim.

## Publikacje
- 2004: Świat roślin w komentarzach do Wergiliusza autorstwa Serwiusza[3]
- 2007: Izydor z Sewilli jako mistrz kompilacji: organizacja materiału w „Etymologiach” na przykładzie XVII księgi „De agricultura”[3]
- 2013: „Desine gentilibus iam inservire poetis...” (versus XI 9): chrześcijańscy epicy w bibliotece Izydora z Sewilli[3]